# Basseille (rivière)
La Basseille ou ruisseau de Basseille est un cours d'eau ardennais de Belgique, affluent de l'Ourthe occidentale faisant partie du bassin versant de la Meuse. Il coule entièrement en province de Luxembourg.

## Parcours
Le ruisseau prend sa source à Saint-Hubert au nord de l'aérodrome au lieu-dit Thier de la Borne à une altitude de 546 m. Ensuite, le cours d'eau coule exclusivement dans la forêt de Freyr, passe au sud de Laneuville-au-Bois et se jette dans l'Ourthe occidentale à proximité du Centre Hospitalier de l'Ardenne de Sainte-Ode à l'altitude de 347 m. La Basseille coule sur une longueur approximative de 10 kilomètres. Sur une grande partie de son cours, elle fait office de limite entre les communes de Tenneville et de Sainte-Ode et ses rives sont reprises comme réserve naturelle.